# Référendum sur le maintien du Royaume-Uni dans les Communautés européennes
Le référendum britannique de 1975 est un référendum organisé dans les quatre nations constitutives du Royaume-Uni et ayant eu lieu le 5 juin 1975. Celui-ci porte sur le maintien du pays au sein des communautés européennes après son adhésion le 1er janvier 1973.
Le taux de participation est de 64,5 % avec 25 848 654 votants pour un corps électoral de 40 075 432 personnes. 67,23 % des votants ont répondu favorablement à la question posée soit 17 378 581 personnes et 32,77 % se sont opposés à la question posée soit 8 470 073 personnes ; 54 540 personnes ont formulé un vote blanc ou nul, votes qui n'ont pas été décomptés.

## Histoire
Le pays entre dans la CEE sous le gouvernement conservateur d'Edward Heath en 1973. Lors des élections générales de février 1974, les travaillistes obtiennent plus de sièges que les conservateurs mais pas suffisamment pour gouverner, c'est pourquoi de nouvelles élections sont organisées en octobre 1974 pour lesquelles les travaillistes promettent aux citoyens qu'ils auront la possibilité de choisir de rester ou non au sein de la CEE. 
Le parti travailliste a traditionnellement craint les conséquences de l'adhésion du pays dans un marché commun européen dans lequel il voit une distorsion des prix des aliments en raison de la prédominance de la politique agricole commune entrée en vigueur en 1962, ainsi que la perte de la souveraineté économique et de la liberté des gouvernements d'engager des politiques industrielles socialistes.
Le travailliste Harold Wilson redevient Premier ministre après les élections d'octobre, il déclare : « Ce que je crois, c'est que nos objectifs n'ont pas été complètement atteints », et que le gouvernement recommande un vote en faveur du maintien de cette adhésion. Le 9 avril, la Chambre des communes vote par 396 voix contre 170 pour le maintien dans le Marché commun mais avec renégociation des termes de l'adhésion. Parallèlement, le gouvernement rédige le projet de loi référendaire, pour être déplacé en cas de renégociation réussie.
L'électorat exprime son soutien pour le maintien du pays dans la CEE, avec 67 % en faveur et un taux de participation de 65 %. C'est le premier référendum organisé dans l'ensemble du Royaume-Uni et le seul jusqu'au référendum sur le mode de scrutin de 2011.

## Résultats
Le référendum est approuvé par une majorité de citoyens britanniques ; par ailleurs, chaque nation constitutive est en majorité en faveur du maintien dans la CEE :
| Nation          | Voix en faveur | %      |
| --------------- | -------------- | ------ |
| Angleterre      | 14 918 009     | 68,7 % |
| Écosse          | 1 332 186      | 58,4 % |
| Irlande du Nord | 259 251        | 52,1 % |
| Pays de Galles  | 472 071        | 64,8 % |

Seuls deux comtés insulaires du nord de l'Écosse très faiblement peuplés votent en majorité contre : les Hébrides extérieures et les Shetland.
| Réponse                        | Voix       | %        |
| ------------------------------ | ---------- | -------- |
| Oui                            | 17 378 581 | 67,23 %  |
| Non                            | 8 470 073  | 32,77 %  |
| Blancs ou Nuls                 | 54 540     | 0,21 %   |
| Total (participation : 64,5 %) | 25 903 194 | 100,00 % |

| 67,23 % | 32,77 % |
| Oui     | Non     |

## Réactions et conséquences
Le Premier ministre Harold Wilson qualifie le vote de « décision historique ». Roy Jenkins, alors chancelier de l'Échiquier et qui sera le 6e président de la Commission européenne deux ans plus tard, déclare que : « Il [le référendum] met l'incertitude derrière nous, il engage la Grande-Bretagne envers l'Europe et nous engage à jouer un rôle actif, constructif et enthousiaste au sein de celle-ci ».
Le résultat renforce la position tactique de Harold Wilson, en obtenant une autre expression publique de soutien à ses politiques. Selon Cook et Francis (1979), « la gauche de son parti avait été apaisée par la tenue d'un référendum, la droite par son résultat ». Après le résultat, le Parti travailliste et les syndicats britanniques se sont joints aux institutions européennes, auxquelles ils étaient réticents à s'engager avant l'approbation publique de l'adhésion à la CEE.
À la Chambre des communes, la question de l'intégration européenne est réglée pendant deux ans, jusqu'à ce que le débat sur l'élection directe du Parlement européen apparaisse en 1977.